# Here Come the Girls (trasa koncertowa)
Here Come the Girls – ostatnia trasa koncertowa Anastacii; w trakcie tej trasy koncertowej wspierały ją piosenkarki: Chaka Khan, Heather Small i Lulu. Trasa obejmowała 33 koncerty.

## Lista koncertów
1. 21 listopada 2009 – Edynburg, Szkocja – Usher Hall
2. 23 listopada 2009 – Newcastle, Anglia – Newcastle City Hall
3. 24 listopada 2009 – Liverpool, Anglia – Liverpool Philharmonic Hall
4. 26 listopada 2009 – Sheffield, Anglia – Sheffield City Hall
5. 27 listopada 2009 – Sheffield, Anglia – Oasis Leisure Centre
6. 28 listopada 2009 – Bristol, Anglia – Colston Hall
7. 30 listopada 2009 – Cardiff, Walia – Cardiff International Arena
8. 2 grudnia 2009 – Londyn, Anglia – HMV Hammersmith Apollo
9. 4 grudnia 2009 – Oksford, Anglia – New Theatre Oxford
10. 8 grudnia 2009 – Nottingham, Anglia – Royal Concert Hall
11. 10 grudnia 2009 – Glasgow, Szkocja – Glasgow Royal Concert Hall
12. 12 grudnia 2009 – Bournemouth, Anglia – Bournemouth International Hall
13. 13 grudnia 2009 – Plymouth, Anglia – Plymouth Pavillion
14. 14 grudnia 2009 – Portsmouth, Anglia – Portsmouth Guildhall
15. 16 grudnia 2009 – Manchester, Anglia – Manchester Apollo
16. 17 grudnia 2009 – Birmingham, Anglia – Symphony Hall
17. 18 grudnia 2009 – Kingston upon Hull, Anglia – Hull City Hall
18. 20 grudnia 2009 – Blackpool, Anglia – Opera House Theatre
19. 21 grudnia 2009 – Belfast, Irlandia Północna – Waterfront Hall
20. 22 listopada 2010 – Edynburg, Szkocja – Edinburgh Playhouse
21. 23 listopada 2010 – Glasgow, Szkocja – Clyde Auditorium
22. 25 listopada 2010 – Liverpool, Anglia – Echo Arena Liverpool
23. 27 listopada 2010 – Brighton, Anglia – Brighton Centre
24. 29 listopada 2010 – Londyn, Anglia – HMV Hammersmith Apollo
25. 30 listopada 2010 – Londyn, Anglia – HMV Hammersmith Apollo
26. 2 grudnia 2010 – Cardiff, Walia – Cardiff International Arena
27. 3 grudnia 2010 – Portsmouth, Anglia – Portsmouth Guildhall
28. 4 grudnia 2010 – Bournemouth, Anglia – Windsor Hall
29. 6 grudnia 2010 – Sheffield, Anglia – Sheffield City Hall
30. 7 grudnia 2010 – Manchester, Anglia – MEN Arena
31. 8 grudnia 2010 – Newcastle, Anglia – Metro Radio Arena
32. 10 grudnia 2010 – Nottingham, Anglia – Trent FM Arena Nottingham
33. 12 grudnia 2010 – Dublin, Irlandia – The O2